# Каменский кантон
Каменский кантон — административно-территориальная единица АССР немцев Поволжья, существовавшая в 1922 — 1941 годах.
Каменский кантон с центром с. Каменка был образован 22 июня 1922 года в составе Трудовой коммуны Немцев Поволжья путём объединения Верхне-Иловлинского и Нижне-Иловлинского районов.
С 1924 года в составе АССР немцев Поволжья.
В 1927 году центр кантона перенесен в с. Добринка.
В 1935 году из части территории Каменского кантона были образованы Добринский и Эрленбахский кантоны, а центр Каменского кантона перенесен в с. Гримм.
7 сентября 1941 года в результате ликвидации АССР немцев Поволжья Каменский кантон был преобразован в Каменский район и передан в Саратовскую область. 4 апреля 1942 года Каменский район был упразднён как административная единица, все населенные пункты преобразованы в лагерные пункты и подчинены образованному Каменскому ИТЛ.

## Административно-территориальное деление
По состоянию на 1 апреля 1940 года кантон делился на 10 сельсоветов:
- Бауэрский,
- Гриммский,
- Гуссаревский,
- Деготский,
- Каменский,
- Мессерский,
- Пфейферский,
- Фольмерский,
- Францозенский,
- Шукский.

## Население
Динамика численности населения
| 1922  | 1926  | 1931  | 1935  | 1939  | 1941  |
| ----- | ----- | ----- | ----- | ----- | ----- |
| 51905 | 56266 | 47545 | 12751 | 18487 | 20500 |

### Национальный состав
| Национальность                                              | 1926           | 1931           | 1939           | 1941           |
| ----------------------------------------------------------- | -------------- | -------------- | -------------- | -------------- |
| Немцы                                                       | 54918 (97,6 %) | 47308 (99,5 %) | 16551 (89,5 %) | 20196 (98,5 %) |
| Русские                                                     | 1298 (2,3 %)   | -              | 1304 (7,1 %)   | -              |
| Украинцы                                                    | 249 (0,4 %)    | -              | 249 (1,2 %)    | -              |
| 1939 год - показаны народы c численностью более 100 человек |                |                |                |                |